# Králíky (ort i Tjeckien, lat 50,26, long 15,54)
Králíky är en ort i Tjeckien. Den ligger i den centrala delen av landet, 80 km öster om huvudstaden Prag. Králíky ligger 237 meter över havet och antalet invånare är 390.
Terrängen runt Králíky är platt. Runt Králíky är det ganska tätbefolkat, med 56 invånare per kvadratkilometer. Närmaste större samhälle är Nový Bydžov, 3,8 km sydväst om Králíky. Trakten runt Králíky består till största delen av jordbruksmark.